# Kristoffer Arvhage
Kristoffer Robin Arvhage, född 3 november 1977 i Sandhults församling i Älvsborgs län, är en svensk fotbollsspelare (försvarare).

## Klubbar
- IFK Norrköping (2006-2010)
- AIK (2005)
- Ålborg BK (2004-2005)
- IF Elfsborg (1993-2004)
- Sandareds IF (moderklubb, -1992)

## Seriematcher & mål
- 2010: 18 / 0
- 2009: 25 / 0
- 2008: 28 / 2
- 2007: 26 / 0
- 2006: 28 / 0
- 2005: 24 / 0
- 2004: 15 / 1
- 2003: 25 / 3
- 2002: 20 / 0
- 2001: 25 / 3